# Лугув (Любуське воєводство)
Лугув (пол. Ługów, нім. Lugau) — село в Польщі, у гміні Свебодзін Свебодзінського повіту Любуського воєводства.
Населення — 259 осіб (2011).
У 1975-1998 роках село належало до Зеленогурського воєводства.

## Демографія
Демографічна структура станом на 31 березня 2011 року:
|          | Загалом | Допрацездатний вік | Працездатний вік | Постпрацездатний вік |
| -------- | ------- | ------------------ | ---------------- | -------------------- |
| Чоловіки | 131     | 40                 | 82               | 9                    |
| Жінки    | 128     | 20                 | 85               | 23                   |
| Разом    | 259     | 60                 | 167              | 32                   |